# Flaó
Pour les articles homonymes, voir Flao.
Le flaó est un gâteau à base de pâte de farine fourrée de ricotta ou de mató, de fromage ou de crème, dont les ingrédients et les formes varient selon la région d'origine.

## Histoire
Le livre Blanquerna (1283), de Ramon Llull, est la première trace écrite de la préparation du flaó. C'est un gâteau typique de plusieurs endroits, comme Ibiza et Formentera, Minorque, Olot et Maestrazgo. Autrefois, dans certains endroits, il était fabriqué à Pâques, profitant de l'abondance des principaux ingrédients. Aujourd'hui, il peut être consommé à tout moment de l'année,.

## Variantes
Le flaó du Maestrazgo est un gâteau semi-circulaire fourré d'un mélange de ricotta et de pâte d'amandes aromatisé au brandy et au mistela. Les flaóns de Morella sont l'icône gastronomique de la ville historique.

### Ibiza et Formentera

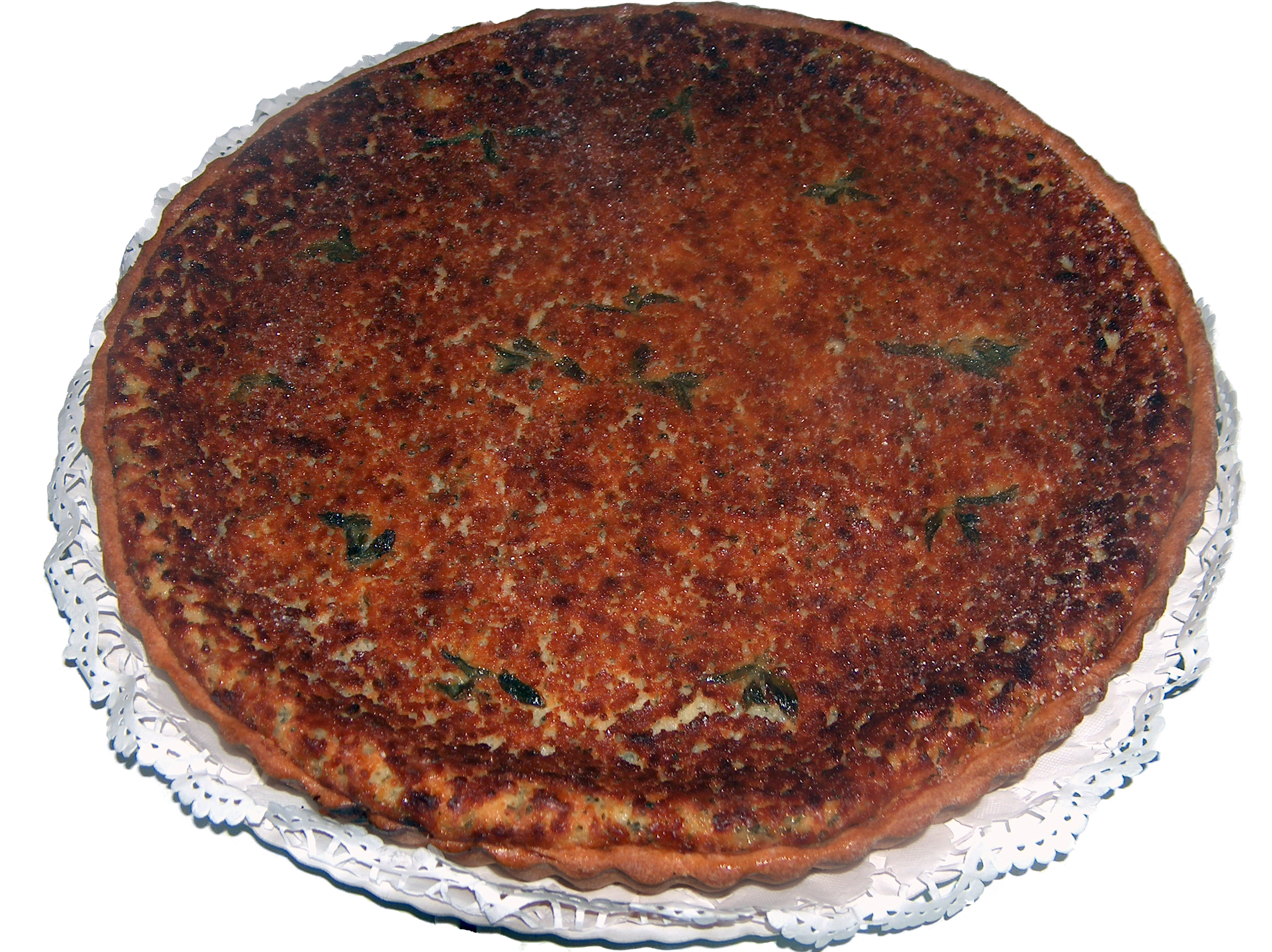
Flaó d'Ibiza.

Le flaó pitiús est une pâtisserie circulaire remplie de fromage à pâte molle émietté, d'œufs, de sucre et de quelques feuilles de hierba-sana. Les ingrédients du flaó d'Ibiza sont :
- la pâte : farine, anis, saindoux, zeste de citron, œuf, eau, matalahúva et huile ;
- la garniture : fromage de chèvre et de brebis à pâte molle, œufs, sucre et menthe poivrée.

### Minorque
Le flaó minorquin est une pâtisserie salée faite de fromage Mahón à pâte molle, de farine, d'huile d'olive et de levure, qui est soufflée au milieu, ce qui lui donne une forme caractéristique avec une bosse au milieu et des pointes ovales tout autour. À Minorque, le flaó n'est pas fourré, mais le fromage est mélangé au reste de la pâte,.